# Atipamezol
Atipamezol (Antisedan) je sintetički alfa2-adrenergički antagonist. On se koristi za poništavanje sedativnih i analgetiskih efekata deksmedetomidina i medetomidina kod pasa. On je takođe ispitivan za moguću primenu kod ljudi kao anti-Parkinsonski lek.

## Spoljašnje veze
|  | Molimo Vas, obratite pažnju na važno upozorenje u vezi sa temama iz oblasti medicine (zdravlja). |